# Симфонія № 3 (Чайковський)
Симфо́нія № 3 ре мажор, тв. 29 — симфонія Петра Ілліча Чайковського, написана в 1875 р.
Написана для великого симфонічного оркестру подвійного складу включно з флейтою піколо.
Симфонія у 5-ти частинах:
1. Introduzione e Allegro
2. Alla tedesca. Allegro moderato e semplice
3. Andante elegiaco
4. Скерцо. Allegro vivo
5. Фінал. Allegro con fuoco